# Acremont
Acremont (en wallon : Aucreûmont ) est un village de la commune belge de Bertrix situé en Région wallonne dans la province de Luxembourg.
Avant la fusion de communes de 1977, il faisait partie de l’ancienne commune de Jehonville.

## Étymologie
Le nom du village a des origines latines : Acrem Montem signifie Mont pentu, aigu.

## Situation
Acremont est un petit village du plateau ardennais situé à une altitude avoisinant les 440 m. Bertrix se trouve à environ 7 km au sud-est. Les localités les plus proches sont Blanche-Oreille et Assenois au sud, Jehonville au nord et Offagne à l'ouest.

## Description
Dans un environnement immédiat de grandes prairies, la localité à l'habitat relativement concentré s'étend dans un axe est-ouest. On y dénombre une quarantaine d'habitations et plusieurs exploitations agricoles dont une bergerie.

## Patrimoine
On note la présence d'une petite chapelle à l'ouest du village.

## Histoire
Pendant l'été de 1944, le village d'Acremont a connu un des six camps établis en Ardenne belge par la Mission Marathon, dont le but était d'abriter des aviateurs alliés abattus en territoires occupés. Le camp d'Acremont était situé dans la forêt de Luchy, au lieu-dit Falizules. Placé sous la direction de Georges Arnould, ce camp fut un modèle d'organisation. De nombreux habitants du village et de la région ont apporté leur aide au fonctionnement du camp ainsi qu'à la sécurité et au ravitaillement des aviateurs. Au moins 47 aviateurs alliés sont passés par ce camp : des Américains, des Britanniques et des Canadiens. Ils sont restés au camp jusqu'à la libération par les troupes américaines le 8 septembre 1944.
Parmi les personnalités locales y résidant ou y ayant séjourné, on compte l'agriculteur et chanteur local Jean-Marie Guérard.

## Activités
Acremont possède des gîtes ruraux dont certains au sein de la bergerie qui commercialise ses produits à base de lait de brebis.